# Greatest Hits Volume I & Volume II
Greatest Hits Volume I & Volume II is een dubbelalbum van Billy Joel uit 1985. Het is Joels eerste verzamelalbum en werd opgevolgd door Greatest Hits Volume III uit 1997.
Het album, uitgebracht als zowel dubbel-LP, dubbel-CD als twee cassettes, bevat nummers van Joel uit de periode 1973 tot 1985 in chronologische volgorde. Op het album zijn twee nieuwe nummers toegevoegd: "You're Only Human (Second Wind)", dat in Nederland een bescheiden Top 40 hit werd, en "The Night Is Still Young". De vinyl- en cassette-uitgaven bevatten 21 tracks, de dubbel-CD had vier extra nummers. In 2017 werd de dubbel-CD opnieuw uitgebracht, ditmaal ook met het nummer "Honesty".	
Het album was een enorm succes in de Verenigde Staten. Met meer dan 11,5 miljoen verkochte exemplaren werd het 23x platina, waarmee het op nummer 7 staat in de lijst met bestverkochte albums in de VS allertijden. Ook in Canada, Australië en Japan werd het album meermaals bekroond met de platina-status. In Europa was het album minder succesvol. In de Nederlandse Album Top 100 kwam het niet verder dan een 7e positie en behaalde het album 'slechts' de gouden status.		

## Tracklijst

### Dubbel-LP / dubbelcassette
| Nr. | Titel                                  | Afkomstig van                                                      | Duur |
| --- | -------------------------------------- | ------------------------------------------------------------------ | ---- |
| 1.  | Piano Man                              | Piano Man, 1973                                                    | 5:36 |
| 2.  | Say Goodbye to Hollywood (Live-versie) | Songs in the Attic, 1981; origineel afkomstig van Turnstiles, 1976 | 3:54 |
| 3.  | New York State of Mind                 | Turnstiles                                                         | 6:02 |
| 4.  | The Stranger                           | The Stranger, 1977                                                 | 5:07 |
| 5.  | Just the Way You Are                   | The Stranger                                                       | 3:36 |

| Nr. | Titel                       | Afkomstig van      | Duur |
| --- | --------------------------- | ------------------ | ---- |
| 1.  | Movin' Out (Anthony's Song) | The Stranger       | 3:28 |
| 2.  | Only the Good Die Young     | The Stranger       | 3:53 |
| 3.  | She's Always a Woman        | The Stranger       | 3:17 |
| 4.  | My Life                     | 52nd Street, 1978  | 3:51 |
| 5.  | Big Shot                    | 52nd Street        | 3:43 |
| 6.  | You May Be Right            | Glass Houses, 1980 | 4:09 |

| Nr. | Titel                          | Afkomstig van           | Duur |
| --- | ------------------------------ | ----------------------- | ---- |
| 1.  | It's Still Rock and Roll to Me | Glass Houses            | 2:54 |
| 2.  | Don't Ask Me Why               | Glass Houses            | 2:57 |
| 3.  | Pressure                       | The Nylon Curtain, 1982 | 3:15 |
| 4.  | Allentown                      | The Nylon Curtain       | 3:48 |
| 5.  | Goodnight Saigon               | The Nylon Curtain       | 7:00 |

| Nr. | Titel                           | Afkomstig van           | Duur |
| --- | ------------------------------- | ----------------------- | ---- |
| 1.  | Tell Her About It               | An Innocent Man, 1983   | 3:35 |
| 2.  | Uptown Girl                     | An Innocent Man         | 3:15 |
| 3.  | The Longest Time                | An Innocent Man         | 3:36 |
| 4.  | You're Only Human (Second Wind) | Niet eerder uitgebracht | 4:48 |
| 5.  | The Night Is Still Young        | Niet eerder uitgebracht | 5:28 |

### Dubbel-CD
De tracklijst van de dubbel-CD is gelijk aan die van de dubbel-LP, met de volgende vier toevoegingen:
- "Captain Jack", track 2 op disc 1
- "The Entertainer", track 3 op disc 1
- "Scenes from an Italian Restaurant", track 7 op disc 1
- "She's Got A Way" (liveversie), track 6 op disc 2.

De reissue uit 2017 had ook het nummer Honesty opgenomen.